# Паннекук (лунный кратер)
Кратер Паннекук (лат. Pannekoek) — крупный древний ударный кратер в экваториальной области обратной стороны Луны. Название присвоено в честь нидерландского астронома (и марксистского теоретика) Антона Паннекука (1887—1958) и утверждено Международным астрономическим союзом в 1970 г. Образование кратера относится к донектарскому периоду.

## Описание кратера

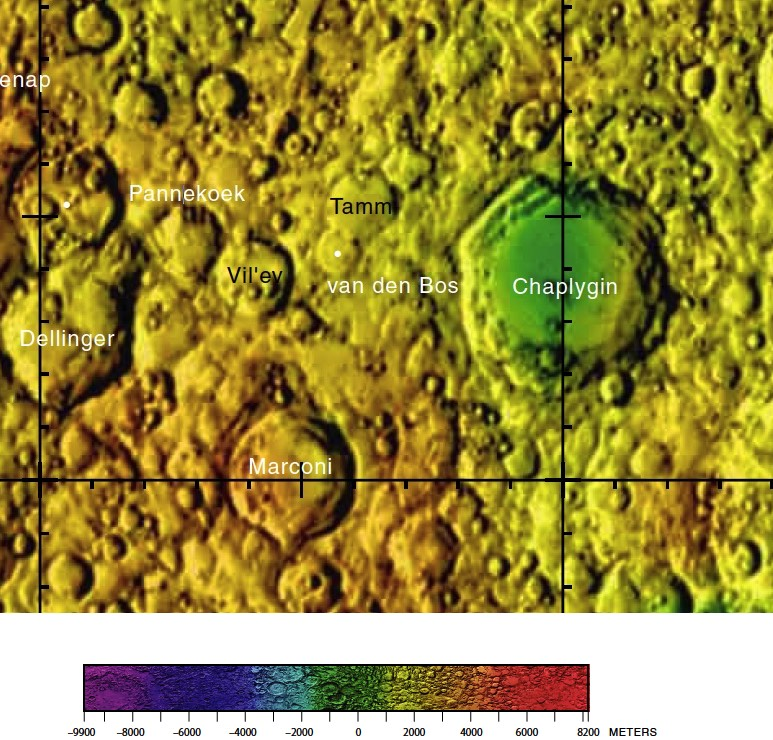
Окрестности кратера Паннекук. Фрагмент карты обратной стороны Луны.

Ближайшими соседями кратера являются кратер Глазенап на северо-западе; кратер Вильев на востоке-юго-востоке и кратер Деллинджер примыкающий к южной части кратера Паннекук. Селенографические координаты центра кратера 4°12′ ю. ш. 140°41′ в. д. / 4,2° ю. ш. 140,69° в. д., диаметр 67,5 км, глубина 2,8 км.
Кратер Паннекук имеет полигональную форму, напоминающую ромб, и значительно разрушен, его юго-восточная часть частично перекрывает сателлитный кратер Деллинджер B. Вал сглажен, в южной части почти сравнялся с окружающей местностью, северная и западная часть вала отмечена множеством мелких кратеров. Дно чаши пересеченное, за исключением сравнительно ровных участков в восточной и северо-западной части, в западной части чаши расположен приметный кратер. В центре чаши расположен невысокий сглаженный центральный пик.

## Сателлитные кратеры
| Паннекук | Координаты                                            | Диаметр, км |
| -------- | ----------------------------------------------------- | ----------- |
| A        | 1°02′ ю. ш. 141°14′ в. д. / 1,04° ю. ш. 141,24° в. д. | 29          |
| D        | 2°16′ ю. ш. 143°34′ в. д. / 2,26° ю. ш. 143,56° в. д. | 29,9        |
| R        | 5°20′ ю. ш. 138°32′ в. д. / 5,33° ю. ш. 138,53° в. д. | 72,6        |
| S        | 4°22′ ю. ш. 140°14′ в. д. / 4,37° ю. ш. 140,23° в. д. | 15,3        |
| T        | 4°16′ ю. ш. 138°29′ в. д. / 4,27° ю. ш. 138,48° в. д. | 22,5        |

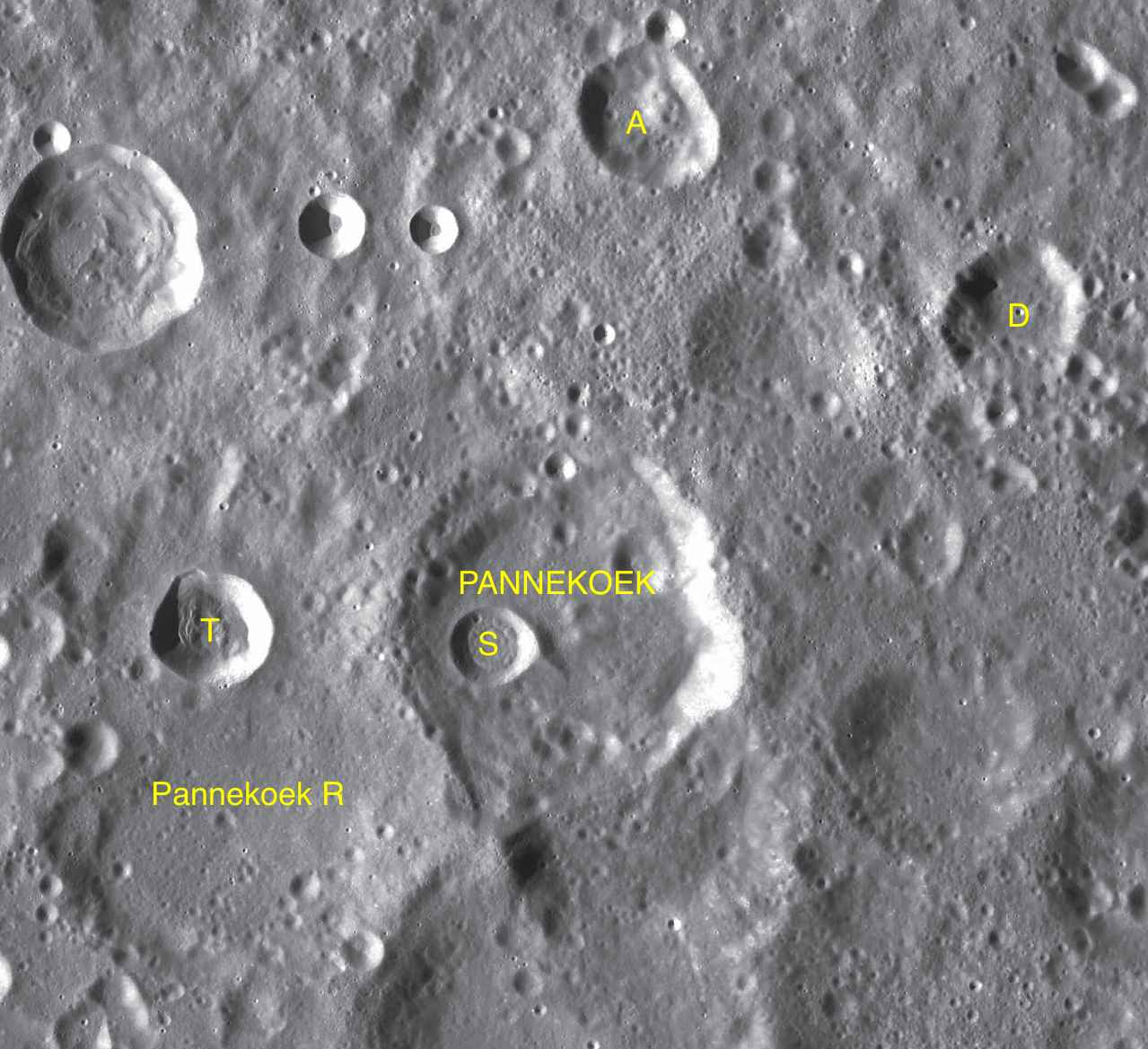
Фрагмент карты LAC-84.

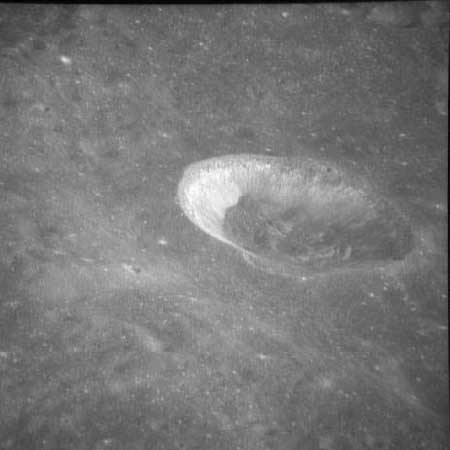
Сателлитный кратер Паннекук T. Снимок с борта Аполлона-10.

- Образование сателлитного кратера Паннекук R относится к донектарскому периоду[1].